# 2013年歐洲超級盃
2013年歐洲超級盃于2013年8月30日在捷克伊甸園體育場舉行，賽事由2012/13賽季歐洲冠軍聯賽的冠軍拜仁慕尼黑對2012/13賽季歐霸盃冠軍車路士。值得一提的是，本屆賽事是自1998年後首次不在摩納哥的路易二世體育場舉行，而且是前巴塞隆拿主帥佩普·瓜迪奥拉和前皇家馬德里主帥何塞·穆里尼奥離開西班牙不久後再次對碰。

## 球場
伊甸園體育場位於捷克首都布拉格，這球場建於1953年，並於2003年12月拆除重建。2008年5月7日，球場重新開幕，成為捷克足球甲級聯賽球隊布拉格斯拉維亞的主場。

## 參賽隊伍
| 隊伍       | 資格                        | 此前參賽 (粗體為勝方)  |
| ---------- | --------------------------- | ---------------------- |
| 拜仁慕尼黑 | 2012/13賽季歐洲冠軍聯賽冠軍 | 1975年，1976年，2001年 |
| 切尔西     | 2012/13賽季歐霸盃冠軍       | 1998年，2012年         |

## 賽事
| 2013年8月30日 20:45 CEST |

| 拜仁慕尼黑   | 2 - 2 （加時賽） | 車路士     |
| ------------ | ---------------- | ---------- |
| 47' · 120+1' | Report           | 8' · 93'   |
|              |                  |            |
| 阿拉巴 ·     | 5 - 4            | · 奥斯卡 · |

| 伊甸園體育場，布拉格 觀眾人數：17,686 ： (瑞典) |

| 拜仁慕尼黑 | 車路士 |

比賽規則
- 90分鐘
- 在法定時間賽和，則進行30分鐘的加時賽
- 若依未能分出勝負則進行互射十二碼
- 7名替補
- 3個換人名額

## 資料來源
1. ↑  . UEFA.com. 16 June 2011  [2013-05-26]. （原始内容存档于2011-06-18）.
2. ↑  Josef, Ladislav. . UEFA.com (Union of European Football Associations). 17 June 2011  [23 June 2011]. （原始内容存档于2018-07-01）.
3. ↑   (PDF). Nyon: UEFA. March 2013  [1 May 2013]. （原始内容存档 (PDF)于2020-06-08）.

## 外部連結
- 歐洲超級盃官方網頁（页面存档备份，存于）